# Frank Morley
Frank Morley (Woodbridge, 9 de septiembre de 1860 – Baltimore, 17 de octubre de 1937) fue un matemático inglés conocido por su labor docente e investigadora en los campos del álgebra y la geometría. Es célebre por demostrar el teorema de Morley en geometría plana.

## Biografía
Morley nació en Woodbridge (condado de Suffolk, Inglaterra), en el seno de una familia cuáquera. Sus padres, Joseph Roberts Morley y Elizabeth Muskett, regentaban una tienda de porcelana. Tras completar sus estudios secundarios en su localidad natal, se matriculó en el King's College (Cambridge), donde se graduó en 1884. Los tres años siguientes fue profesor del Bath College, en Somerset. En 1887 emigró a Pensilvania, para ocupar un puesto docente en el centro cuáquero Haverford College.
En 1900 pasó a dirigir el departamento de Matemáticas de la Universidad Johns Hopkins, en la que permaneció hasta que se jubiló en 1928. Durante su estancia en esta universidad, dirigió más de cincuenta tesis doctorales. Entre sus publicaciones destacan Elementary Treatise on the Theory of Functions (1893), con James Harkness, e Introduction to the Theory of Analytic Functions (1898). Fue presidente de la American Mathematical Society de 1919 a 1920 y editor del American Journal of Mathematics de 1900 a 1921.
En 1933 publicó junto con su hijo Frank Vigor la obra Inversive Geometry, que desarrolla el uso de los números complejos como herramientas para la geometría y la teoría de funciones.
Fue un buen jugador de ajedrez y ganó en una ocasión al campeón del mundo Emanuel Lasker.
Murió en 1937 en Baltimore (Maryland), a la edad de 77 años.
Era el padre del novelista Christopher Morley, del ganador del premio Pulitzer Felix Morley y del matemático Frank Vigor Morley.

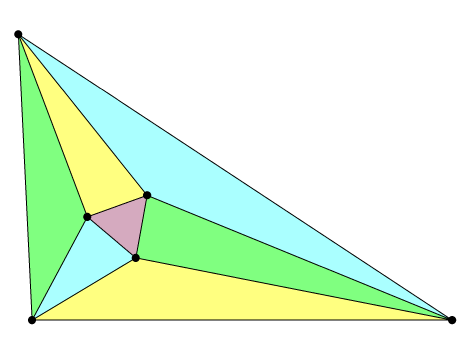
El triángulo de Morley

Morley es recordado por lo que muchos matemáticos llamaron en su tiempo el Milagro de Morley: una propiedad muy escondida de las trisectrices de los ángulos de un triángulo y que hoy conocemos como el teorema de las trisectrices de Morley:
«Las trisectrices de los tres ángulos de cualquier triángulo adyacentes a cada uno de los lados se intersecan en tres puntos que forman un triángulo equilátero.»

## Publicaciones
- 1893: (con James Harkness) A Treatise on the Theory of Functions  (Nueva York: Macmillan)[9]
- 1898: (con James Harkness) Introduction to the Theory of Analytic Functions (G.E. Stechert And Company)[10]
- 1919: On the Lüroth Quartic Curve
- 1933: (con su hijo Frank Vigor Morley) Inversive Geometry, Ginn & Co.